# Резніков Геннадій Анатолійович
Резніков Геннадій Анатолійович (нар. 27 жовтня 1955, Торез, Донецька область, Українська РСР, СРСР) — голова
Державної служби спеціального зв’язку та захисту інформації України (з 16 грудня 2011 року по 2 березня 2014).

## Життєпис
У 1978 році закінчив Київське вище військове інженерне училище зв’язку.
З червня 1978 року по квітень 2000 року проходив службу в підрозділах урядового зв’язку органів безпеки.
З лютого 2001 року по жовтень 2010 року працював на посаді заступника начальника управління захисту інформації автоматизованих банківських систем ВАТ «Ощадбанк».
З червня 2011 року по грудень 2011 року очолював департамент банківської безпеки ПАТ «АКБ «Київ».
16 грудня 2011 року Указом Президента України призначений головою Державної служби спеціального зв’язку та захисту інформації України.
2 березня 2014 року розпорядженням Кабінету міністрів України звільнено з посади голови Державної служби спеціального зв’язку та захисту інформації України.